# Biomeccatronica
La biomeccatronica è la branca comune alla bionica e alla meccatronica che si occupa di riprodurre con tecnologie cibernetiche le funzioni motorie degli organismi viventi.
Esempi di applicazioni sull'organismo umano sono i dispositivi e gli apparati per il recupero o il potenziamento della locomozione: arti o parti di arti artificiali a controllo volontario, esoscheletro.